# François Jacquemin
Pour les articles homonymes, voir Jacquemin.
Ne doit pas être confondu avec François Jacqmin.
François Jacquemin, né en 1761 à Sauville et mort le 27 novembre 1840 à Toulouse, est un peintre et conservateur de musée français.

## Biographie
Peintre miniaturiste, il obtient le Grand prix de peinture de l'Académie des Arts en 1787, puis devient professeur adjoint de peinture à l'École spéciale des sciences et des arts.
Il épouse Françoise Taillefer.
En 1808, il succède à Jean-Paul Lucas au poste de conservateur du musée de Toulouse.
En 1838, il cède la charge de conservateur à Constantin-Jean-Marie Prévost.
Il meurt à son domicile à l'âge de 79 ans.